# Grupo RPP
El Grupo RPP (legalmente GRUPORPP S.A.C.) es un conglomerado peruano de medios de comunicación que poseen varias cadenas de radioemisoras, un canal de televisión y también otros negocios variados que son administrados por la familia del fundador Manuel Delgado Parker.

## Historia

### Primeros años
El Grupo RPP es considerado una de las empresas multimedios más grandes del país. Los hermanos Genaro y Héctor Delgado Parker, asociados con Johnny E. Lindley, crearon en 1963 a Radio Programas del Perú, que se ha diversificado en la compra, lanzamiento y refurmación de nuevas cadenas y estaciones de radio al nivel nacional.
El activo principal del grupo, Radio Programas del Perú, nació como una cadena de 11 emisoras en las principales ciudades del país.

### Siguientes años
En 1979, RPP inició el programa de noticias La rotativa del aire, el primer paso de la cadena para cambiar su programación a una mayormente de actualidad. La primera edición del programa compartió espacios con la programación de entretenimiento y servicio público. Al poco tiempo, amplió su duración a dos horas y comenzaron a añadirse entrevistas en vivo y debates.
En 1981 se realizó uno de los primeros doblajes en sus instalaciones para una  película internacional, Jóvenes héroes del Shaolin, mucho antes de que se estableciera una pequeña industria del doblaje en el país.
En 1985, RPP comenzó sus transmisiones por satélite. En 1987, la emisora de radio se independiza de Panamericana Televisión y empezó a emitirse por 33 ciudades al nivel nacional. En ese año, comenzó la transmisión simultánea en AM y FM y aumentó el número de periodistas y corresponsales.
En 1996, RPP lanzó su propio sitio web en Internet y en 1997 comenzó a emitir en línea mediante Real Audio. Durante estos años, la cadena comienza a adquirir diversas estaciones de radio y a lanzar nuevas estaciones temáticas. Como respuesta, en 2000, estas fueron agrupadas en un nuevo conglomerado, el Grupo RPP. Después, se crearon nuevas divisiones: RPP Cable, RPP Publicaciones y RPP Móvil.
Asimismo, el grupo RPP realizaba el evento El Dial de Oro que promocionaba la creatividad publicitaria de ese entonces.
En marzo de 2003 se inaugura la nueva sede del Grupo RPP ubicada en la avenida Paseo de la República en el distrito de San Isidro para reemplazar a su anterior sede que se ubicaba en la avenida Alejandro Tirado en Santa Beatriz, distrito de Lima.
En 2012, el Grupo RPP adquirió la estación de televisión abierta Unitel, el cual fue relanzado como Capital TV dentro del canal 27 UHF de la TDT en 2014. En 2013 se crea Integración, un instituto de análisis y comunicación.
En 2013, Rosa María Palacios anunció que el Grupo RPP había despedido a 130 personas, entre ellas personal de las radios musicales, por razones económicas.
En 2015, la corporación lanza la página web La10.pe, especializada en información deportiva. Además, renovó el sitio web de RPP a un portal con un diseño más moderno y más ágil para tabletas y teléfonos inteligentes, relanzada como RPP.PE. El 17 de febrero de 2017, se lanzó RPP Televisión por el canal virtual 3.2 de la TDT de Lima, pero tiempo después se dejó de emitir para simplemente colocar una pancarta de prueba; suceso que sigue hasta la actualidad. El 24 de octubre se lanza RPP Player, su oferta on-demand de radio.
En mayo de 2020, durante la pandemia de COVID-19, el Grupo RPP lanza la app AudioPlayer que transmite la señal en vivo de todas sus emisoras, programas on-demand de sus emisoras y programas exclusivos para la aplicación. El 27 de julio del mismo año, debido a una reestructuración en el conglomerado para contener el impacto de la pandemia, el conglomerado decide cerrar la cadena Radio Capital después de 12 años para ser reemplazada por Radio La Mega (actualmente Radio MegaMix). El mismo día, a la medianoche, esta última emisora inició sus emisiones tras 8 años de salir del aire. Su programación se compone de música popular latinoamericana de géneros cumbia, salsa, merengue, folklore y vallenatos.
En abril de 2023 Joinnus, empresa online de ventas de boletos para todo tipo de eventos, es vendida el 100% de acciones a Credicorp, dejando así de ser parte del Grupo RPP. La operación de la empresa suscitó controversias, ya que Joinnus fue contratada para proporcionar servicios de venta de entradas para el santuario histórico de Machu Picchu, este último contrato posteriormente fue declarado ilegal por la Contraloría General de la República.
El 1 de febrero de 2024, el Grupo lanzó la emisora Radio Oxígeno Classics, cuya programación se centra en música de los años 60 al 2000 en inglés, en la frecuencia 1470 kHz en reemplazo de Radio MegaMix en la banda AM y de La Zona Salsa por el aplicativo AudioPlayer. El 16 de noviembre, esta emisora fue cerrada. Fue reemplazada nuevamente por Radio Megamix en la banda AM de Lima y en AudioPlayer.

## Radio
Lista de las radioemisoras de noticias que es una, y las de diversos géneros musicales que son seis:
| Logo | Radio           | Frecuencia              | Programación                                                                   |
| ---- | --------------- | ----------------------- | ------------------------------------------------------------------------------ |
|      | Radio RPP       | Lima: 89.7 FM - 730 AM  | Noticias nacionales e internacionales, deportes, miscelánea y entretenimiento. |
|      | Radio Studio 92 | Lima: 92.5 FM           | Música de corte juvenil                                                        |
|      | Radio Felicidad | Lima: 88.9 FM - 900 AM  | Música del recuerdo en español e inglés                                        |
|      | Radio Oxígeno   | Lima: 102.1 FM          | Música contemporánea en inglés y español                                       |
|      | Radio La Zona   | Lima: 90.5 FM           | Música juvenil de género urbano                                                |
|      | Radio Corazón   | Lima: 94.3 FM           | Música juvenil y romántica en español e inglés                                 |
|      | Radio MegaMix   | Lima: 96.7 FM - 1470 AM | Música variada                                                                 |

### Emisoras desaparecidas
| Radio                  | Frecuencia                                     | Programación | Inicio               | Cierre                  | Reemplazada por                               |
| ---------------------- | ---------------------------------------------- | --- | -------------------- | ----------------------- | --------------------------------------------- |
| Radio Reloj            | Lima: 1520 AM                                  | Mención de la hora a cada minuto todos los días, Infomerciales y noticias. | 1987                 | 1989                    | Radio Cora                                    |
| Radio Clásica 96       | Lima: 96.7 FM                                  | Programación de oldies en inglés, baladas en español y pop rock latino. | 2000                 | 2001                    | Radio Corazón 96.7                            |
| Radio Ke Buena         | Lima: 102.1 FM (1997-2004) 88.9 FM (2004-2006) | Programación de salsa, merengue, lambada, cumbia y techno cumbia.(1997-2002) Miscelánea, entretenimiento, noticias, música del recuerdo en español de los años 50 al 80 (2002-2006). | 1997                 | 2006                    | Radio Oxígeno (102.1), Radio Felicidad (88.9) |
| Radio Bravaza          | Lima: 94.3 FM                                  | Programación de salsa, merengue, bachatas, boleros y cumbia. | Enero de 2012        | Septiembre de 2012      | Radio Corazón 94.3                            |
| Radio Capital          | Lima: 96.7 FM                                  | Programación de noticias, entretenimiento, miscelánea, entrevistas, deportes, salsa, reggaetón, cumbia, rock en español.                                                             | 2008                 | 2020                    | Radio MegaMix                                 |
| Radio La Zona Salsa    | Online                                         | Programación de Salsa, timba y bachatas. | 2020                 | 2024                    | Radio Oxígeno Classics                        |
| Radio Oxígeno Classics | Lima: 1470 AM                                  | Programación de música oldies del recuerdo en inglés de los años 1960 a 1980. | 1 de febrero de 2024 | 16 de noviembre de 2024 | Radio MegaMix                                 |

## Televisión
| Logo | Canal  | Tipo de canal      | Producción | Programación                                                                  |
| ---- | ------ | ------------------ | ---------- | ----------------------------------------------------------------------------- |
|      | RPP TV | Televisión abierta | Grupo RPP  | Programación exclusiva de noticias nacionales e internacionales y miscelánea. |

### Canales desaparecidos
| Canal      | Tipo de canal      | Producción | Programación                                                  | Inicio | Cierre |
| ---------- | ------------------ | ---------- | ------------------------------------------------------------- | ------ | ------ |
| Capital TV | Televisión abierta | Júpiter TV | Programación exclusiva de noticias, entrevistas y miscelánea. | 2014   | 2020   |

## Logotipos

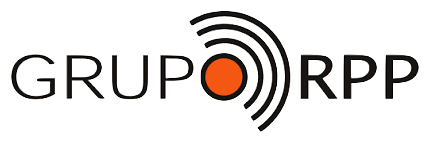
2008-2024

2024-presente

## Eslóganes
- 2000-2006: Líder en comunicaciones.
- 2006-2012: Experiencia que da resultados.
- 2012-2020: Líderes en comunicación.
- 2021-2024: Lideres en comunicación multiplataforma.
- Desde 2024: Resuelve.

## RPP Publicaciones
Submarca perteneciente al Grupo creada en el año 2000, encargada de la edición, publicación de libros históricos y también biográficos de ilustres personajes del Perú, además de producción de CD que se distribuyen en todos los quioscos.

## Maratón RPP
La empresa organiza su propia competencia de media maratón desde 2002. Es un circuito de aproximadamente 21 km que atraviesa las principales avenidas de Lima. Las inscripciones a la maratón están abiertas a todo público por internet. El concursante que gane el concurso tendrá derecho a inscribirse directamente en eventos internacionales como la Toronto Waterfront Marathon. Algunas figuras destacadas participaron en el certamen, siendo una de ellas Inés Melchor.

## Otros negocios

### Actuales
Estos son los otros negocios que también administra:
- OOhla: Dedicada a la publicidad exterior en vallas y pantallas puestas en las principales calles de lima.[26]
- BTL: Realizadora de campañas publicitarias para marcas en lugares concurridos cómo mercados, centros comerciales, etc. En algunos casos se utilizan a las emisoras del grupo para llamar a la gente y así la marca se pueda hacer más conocida.[27]
- Radio Fantástica: Radio de circuito cerrado que transmite en los principales mercados de Lima.[28]
- Stars: Dónde hacen campañas publicitarias con sus locutores que son figuras públicas mediante redes sociales.
- AudioPlayer: Plataforma de on-demand de radio con todas las emisoras del Grupo RPP.[29][30]

### Desaparecidos
- Cereales Ummana: Empresa de fabricación de cereales nutritivos. Fue vendida a Grupo Almejo Yepez en el año 2020.[31]
- MCD Mercados: Empresa de monitoreos en los mercados que acerca la marca de un producto hacia los clientes.[32]
- Gogo.pe: Página web de clasificados por Internet dedicada a la venta y compra de autos usados.[33]
- Gemeni Inmobiliaria: Inmobiliaria encargada de ventas y compras de terrenos.
- La10.pe: Página web de deportes dedicada a la cobertura en tiempo real de acontecimientos deportivos sobre el fútbol nacional e internacional. También tiene una mirada viral de los acontecimientos deportivos y noticias de alto impacto que permiten el debate entre los hinchas del deporte a través de fotos conectados a redes sociales y a buscadores.[34]
- Vital: Página web peruana dedicada sobre temas de salud e higiene.[35]
- Integración: Instituto de análisis y comunicación abierta para todos los comunicadores y periodistas.
- Joinnus: Página web peruana y aplicación para teléfonos inteligentes dedicada a la venta de tickets para conciertos y diversos eventos, en 2023 fue vendida a Credicorp.[36][37]

## Directorio
- Presidente: Hugo Delgado Nachtigall
- Vicepresidente: Frida Delgado Nachtigall
- Vicepresidente: Manuel Delgado Nachtigall
- Director: José Luis Casabonne Rickets